# 拿骚统治者列表
拿骚位于现今德国萊茵蘭-普法茲邦北部。拿骚家族的祖先是劳伦堡的杜多，他的长孙阿诺德成为第一任拿騷伯爵。

## 拿骚伯爵列表（1124年-1255年）
- 1124-1148：阿诺德一世（Arnold I）
- 1124-1152：鲁普雷希特一世（Ruprecht I，前者的弟弟
- 1148-1190：鲁普雷希特二世（Ruprecht II），阿诺德一世之子
- 1152-1198：瓦尔拉姆一世（Walram I）， 鲁普雷希特一世长子
- 1152-1167：亨利一世（Heinrich I），  鲁普雷希特一世次子
- 1198-1247：亨利二世（Heinrich II），  绰号“富人”，為瓦尔拉姆一世之子
- 1247-1255：瓦尔拉姆二世（Walram II）
- 1247-1255：奥托一世（Otto）

亨利二世去世后，他的两个儿子：瓦尔拉姆和奥托于1255年将拿骚一分为二。瓦尔拉姆的后代成为拿骚-魏尔堡的伯爵、拿骚公爵和卢森堡大公，奥托的后代成为拿骚-迪伦堡、拿骚-锡根等地的伯爵以及奥兰治亲王和荷兰执政和国王。

## 瓦尔拉姆系
- 1255-1276：瓦尔拉姆二世
- 1276-1298：阿道夫一世 ，1292年起为德意志國王
- 1298-1344：格拉赫一世（Gerlach I） ，在威斯巴登、伊德施泰因、魏尔堡和魏尔瑙
- 1298-1324：瓦尔拉姆三世（Walram III，阿道夫一世第五子
- 1344-1355：阿道夫，格拉赫一世长子
- 1344-1355：约翰，格拉赫一世次子

1355年，阿道夫和约翰将瓦尔拉姆的国土分为拿骚-威斯巴登-伊德施泰因和拿骚-魏尔堡

### 拿骚-威斯巴登-伊德施泰因伯爵（1361年-1605年）
- 1361-1370：阿道夫一世（Adolf I von Nassau-Wiesbaden-Idstein ）
- 1370-1386：格拉赫（Gerlach），阿道夫一世长子
- 1370-1393：瓦尔拉姆二世（Walram II），阿道夫一世六子
- 1393-1426：阿道夫二世（Adolf II）
- 1426-1480：约翰（Johann）
- 1480-1511：阿道夫三世（Adolf III）

1480年分出拿骚-伊德施泰因(第一次分封)
- 1480-1509：菲利普（Philipp von Nassau-Idstein）， 约翰第四子

- 1511-1558：菲利普一世（Philipp I）
- 1558-1566：菲利普二世（Philipp II）
- 1566-1568：巴尔塔萨（Balthasar），  菲利普一世第三子
- 1568-1596：约翰·路德维希一世（Johann Ludwig I）
- 1596-1599：约翰·菲利普（Johann Philipp）
- 1596-1605：约翰·路德维希二世（Johann Ludwig II），约翰·路德维希一世次子

拿骚-威斯巴登-伊德施泰因于1605年绝嗣，归于拿骚-魏尔堡。

### 拿骚-魏尔堡伯爵（1355年-1629年）
- 1355-1371：约翰一世（Johann I von Nassau-Weilburg）
- 1371-1429：菲利普一世（Philipp I）

1429年分出拿骚-萨尔布吕肯（第一次分封）。
- 1429-1492：菲利普二世（Philipp I
- 1492-1523：路德维希一世（Ludwig I）， 菲利普二世长孙
- 1523-1559：菲利普三世（Philipp III）
- 1559-1593：阿尔布雷希特（Albrecht）

1559年分出拿骚-萨尔布吕肯（第二次分封）
- 1559-1602：菲利普四世（Philipp IV von Nassau-Saarbrücken），菲利普三世四子，无嗣

- 1593-1625：路德维希二世（Ludwig II）， 阿尔布雷希特长子
- 1593-1597：威廉（Wilhelm），阿尔布雷希特四子，无嗣

1593年分出拿骚-格莱贝格
- 1593-1602：约翰·卡西米尔（Johann Kasimir von Nassau-Gleiberg），   阿尔布雷希特五子，无嗣

- 1625-1629：威廉·路德维希（Wilhelm Ludwig ），路德维希二世长子
- 1625-1629：约翰（Johann），路德维希二世第七子
- 1625-1629：恩斯特·卡西米尔（Ernst Kasimir）， 路德维希二世第八子

1629年，拿骚-魏尔堡分为拿骚-萨尔布吕肯、拿骚-伊德施泰因和拿骚-魏尔堡(幼系)。

#### 拿骚-萨尔布吕肯伯爵（第三次分封，1629年-1659年）
- 1629-1640：威廉·路德维希（Wilhelm Ludwig）
- 1640-1642：克拉夫特（Kraft），威廉·路德维希次子
- 1640-1659：约翰·路德维希（Johann Ludwig ），威廉·路德维希第三子，1659年起为拿骚-奥特维勒伯爵
- 1659-1677：古斯塔夫·阿道夫（Gustav Adolf ），威廉·路德维希第五子
- 1640-1659：沃尔拉德（Walrad ），  威廉·路德维希第七子，1659年起为拿骚-乌辛根伯爵

1659年分为拿骚-奥特维勒、拿骚-萨尔布吕肯(幼系)和拿骚-乌辛根。

##### 拿骚-奥特维勒伯爵（1659年-1728年）
- 1659-1680：约翰·路德维希（Johann Ludwig von Nassau-Ottweiler ）
- 1680-1728：弗里德里希·路德维希  （Friedrich Ludwig）

1728年拿骚-奥特维勒绝嗣，归于拿骚-乌辛根。

##### 拿骚-萨尔布吕肯伯爵（幼系，1677年-1723年）
- 1677-1713：路德维希·克拉夫特（Ludwig Kraft von Nassau-Saarbrücken），  古斯塔夫·阿道夫长子
- 1713-1723：卡尔·路德维希（Karl Ludwig），古斯塔夫·阿道夫次子

1723年拿骚-萨尔布吕肯（幼系）绝嗣，归于拿骚-奥特维勒

##### 拿骚-乌辛根伯爵（1659年-1688年）
- 1659-1688：沃尔拉德（Walrad von Nassau-Usingen）

1688年拿骚-乌辛根升为侯国。

#### 拿骚-伊德施泰因伯爵（第二次分封，1629年-1688年）
- 1629-1668：约翰（Johann von Nassau-Idstein）
- 1668-1688：格奥尔格·奥古斯特·萨穆埃尔  （Georg August Samuel）

1688年拿骚-伊德施泰因升为侯国。

#### 拿骚-魏尔堡伯爵（幼系，1629年-1688年）
- 1629-1655：恩斯特·卡西米尔（Ernst Kasimir von Nassau-Weilburg）
- 1655-1675：弗里德里希（Friedrich）
- 1675-1688：约翰·恩斯特（Johann Ernst ）

1688年拿骚-魏尔堡升为侯国。

#### 拿骚-萨尔布吕肯伯爵（第一次分封，1429年-1554年）
- 1429-1472：约翰二世（Johann II von Nassau-Saarbrücken ），菲利普一世第三子
- 1472-1545：约翰·路德维希一世（Johann Ludwig I）
- 1545-1554：菲利普（Philipp）

1545年分出拿骚-奥特维勒-霍姆堡和拿骚-基希海姆-博兰登。
- 1545-1575：约翰三世（Johann III von Nassau-Ottweiler-Homburg ）， 约翰·路德维希一世次子，拿骚-奥特维勒-霍姆堡伯爵，无嗣
- 1545-1559：阿道夫（Adolf von Nassau in Kirchheim-Bolanden ）， 约翰·路德维希一世第四子，拿骚-基希海姆-博兰登伯爵，无嗣

拿骚-萨尔布吕肯、拿骚-奥特维勒-霍姆堡和拿骚-基希海姆-博兰登先后绝嗣，1575年归于拿骚-魏尔堡。

### 拿骚-乌辛根亲王（1688年-1806年）
- 1688-1702：沃尔拉德（Walrad）
- 1702-1718：威廉·亨利（Wilhelm Heinrich）
- 1718-1775：卡尔（Karl）

1735年分出拿骚-萨尔布吕肯侯国。
- 1775-1803：卡尔·威廉（Karl Wilhelm ）
- 1803-1806：弗里德里希·奥古斯特 （Friedrich August），1806年成为公爵

1806年拿骚-乌辛根升为公国。

### 拿骚公爵（乌辛根支，1806年-1816年）
- 1806-1816：弗里德里希·奥古斯特  （Friedrich August），1816年拿骚-乌辛根绝嗣，公爵称号传给拿骚-魏尔堡支。

### 拿骚-萨尔布吕肯亲王（1735年-1797年）
- 1735-1768：威廉·亨利二世（Wilhelm Heinrich II）
- 1768-1794：路德维希（Ludwig）
- 1794-1797：亨利·路德维希（Heinrich Ludwig）

1797年拿骚-萨尔布吕肯并入拿骚-乌辛根。

### 拿骚-伊德施泰因亲王（1688年-1721年）
- 1688-1721：格奥尔格·奥古斯特·萨穆埃尔  （Georg August Samuel）

1721年拿骚-伊德施泰因绝嗣，被拿骚-奥特维勒和拿骚-萨尔布吕肯瓜分。

### 拿骚-魏尔堡亲王（1688年-1816年）
- 1688-1719：约翰·恩斯特（Johann Ernst）
- 1716-1753：卡尔·奥古斯特（Karl August）
- 1753-1788：卡尔·克里斯蒂安（Karl Christian）
- 1788-1816：弗里德里希·威廉（Friedrich Wilhelm ）

1816年，拿骚公爵的头衔传给拿骚-魏尔堡支。

### 拿骚公爵（魏尔堡支，1816年-1866年）
- 1816-1839：威廉  （George WILHELM August Heinrich Belgicus）
- 1839-1866：阿道夫（ADOLF Wilhelm August Karl Friedrich）， 1890年成为卢森堡大公。

1866年拿骚公国被普鲁士吞并，成为黑森-拿骚省的一部分。1912年，拿骚家族嫡系随着卢森堡大公纪尧姆四世的去世而绝嗣。

### 梅伦贝格伯爵（魏尔堡支，1912年-1965年）
1868年拿骚公爵阿道夫的异母弟尼库劳斯·威廉王子在伦敦迎娶普希金的女儿纳塔利亚·亚历山德罗夫娜·普希金尼娅结婚，由于婚姻属于贵庶通婚，失去了自己与后代对拿骚公爵和卢森堡王位大公的继承权，纳塔利亚也于1868年被尼库劳斯·威廉王子的姐夫瓦尔德克-皮尔蒙特亲王格奥尔格·维克多册封为梅伦贝格女伯爵。其后裔承袭此爵位。
- 1912-1948：格奥尔格·尼库劳斯（Georg Nikolaus）
- 1948-1965：格奥尔格·米夏埃尔·亚历山大（Georg Michael Alexander）

1965年，拿骚家族随着格奥尔格·米夏埃尔·亚历山大去世而绝嗣。

## 奥托系
- 1255-1290：奥托一世（Otto I Graf von Nassau, in Siegen, Dillenburg, Beilstein u.Ginsberg）
- 1290-1303：亨利（Heinrich），奥托一世长子，1303年起为拿骚-锡根伯爵
- 1290-1303：埃米乔一世（Emicho I），  奥托一世次子，1303年起为拿骚-哈达玛尔伯爵
- 1290-1303：约翰（Johann），奥托一世三子，1303年起为拿骚-迪伦堡伯爵

1303年奥托的领地被他的三个儿子分为拿骚-锡根、拿骚-哈达玛尔和拿骚-迪伦堡。

### 拿骚-锡根伯爵（第一次分封，1303年-1343年）
- 1303-1343：亨利（Heinrich）

1343年拿骚-锡根分为拿骚-迪伦堡（第二次分封）、拿骚-拜尔施泰因。

### 拿骚-迪伦堡伯爵（第二次分封，1343年-1620年）
- 1343-1350：奥托二世（Otto II von Nassau-Dillenburg）
- 1350-1416：约翰一世（Johann I）
- 1416-1420：阿道夫（Adolf）
- 1420-1448：约翰二世（Johann II）
- 1420-1442：恩格尔贝特一世（Engelbert I）
- 1420-1433：约翰三世（Johann III）
- 1442-1475：约翰四世（Johann IV），德·莱克和布列达的领主
- 1442-1451：亨利二世（Heinrich II）
- 1473-1504：恩格尔贝特二世，荷兰省执政
- 1504-1516：约翰五世（Johann V）
- 1516-1538：亨里克三世（Hendrik III）， 德·莱克和布列达的领主，荷兰、西兰、弗里斯兰执政，奥兰治亲王勒内·沙龙的父亲
- 1538-1559：威廉一世（Wilhelm I），稱 "der Reiche" ，绰号“富人”，荷兰联省执政沉默者威廉的父亲。
- 1559-1606：约翰六世，绰号“长者”，“富人”威廉次子
- 1607-1620：威廉·路德维克（Willem Lodewijk），稱 "Us Heit" ，弗里斯兰执政，无嗣

1530年分出奥兰治（-拿骚）拿骚的勒内·沙龙通过母系继承为奥兰治亲王；1544年，“富人”威廉的长子沉默者威廉继承堂兄勒内·沙龙成为奥兰治亲王和荷兰联省执政；1606年分出拿骚-锡根（第二次分封）、拿骚-拜尔施泰因（第二次分封）、拿骚-迪茨和拿骚-哈达玛尔（第二次分封），1620年绝嗣，拿骚-拜尔施泰因伯爵成为拿骚-迪伦堡新系。1669年“沉默者”威廉的长系后代称拿骚-德·莱克伯爵。

#### 拿骚-德·莱克伯爵（1669年-1740年）
- 1669-1683：莫里茨·路德维希一世  （Moritz Ludwig I von Nassau-de Lek）， “沉默者”威廉的长曾孙。
- 1683-1740：莫里茨·路德维希二世  （Moritz Ludwig II）

#### 拿骚-锡根伯爵（第二次分封，1606年-1623年）
- 1606-1623：约翰七世（Johann VII von Nassau in Siegen u.Freudenberg）

1623年分为拿骚-锡根（公教支）、拿骚-希尔亨巴赫和拿骚-锡根（新教支）。

##### 拿骚-锡根伯爵（公教支，1623年-1652年）
- 1623-1638：约翰八世（Johann VIII von Nassau-Siegen），约翰七世次子
- 1638-1652：约翰·弗朗茨·德西德拉图斯  （Johann Franz Desideratus），1652年成为亲王

1652年拿骚-锡根（公教支）升为侯国。

##### 拿骚-希尔亨巴赫伯爵（1623年-1642年）
- 1623-1642：威廉（Wilhelm von Nassau in Hilchenbach）， 约翰七世第五子，无嗣

1642年拿骚-希尔亨巴赫绝嗣，归于拿骚-锡根。

##### 拿骚-锡根伯爵（新教支，1623年-1664年）
- 1623-1652：约翰·莫里茨（Johann Moritz），  约翰七世第八子，1652年成为亲王
- 1623-1664：格奥尔格·弗里德里希·路德维希（Georg Friedrich Ludwig），  约翰七世第九子，1664年成为亲王
- 1623-1652：亨利，约翰七世第十一子
- 1652-1664：威廉·莫里茨（Wilhelm Moritz），  亨利之子，1664年成为亲王

1652年拿骚-锡根（新教支）升为侯国。

#### 拿骚-拜尔施泰因伯爵（第二次分封，1606年-1620年）
- 1606-1620：格奥尔格（Georg），绰号“老者”，1620年成为拿骚-迪伦堡伯爵

1620年拿骚-拜尔施泰因并入拿骚-迪伦堡。

#### 拿骚-迪伦堡伯爵（第三次分封，1620年-1652年）
- 1620-1623：格奥尔格（Georg）
- 1623-1652：路德维希·亨利（Ludwig Heinrich），1652年成为拿骚-迪伦堡亲王

1653年分出拿骚-绍姆堡。
- 1653-1676：阿道尔夫（Adolf von Nassau-Schaumburg, in Driedorf, Grafschaft Holzappel u.Esterau ）， 拿骚-绍姆堡伯爵，无嗣。

1652年拿骚-迪伦堡升为侯国。

#### 拿骚-迪茨伯爵（1606年-1654年）
- 1607-1632：恩斯特·卡西米尔一世（Ernst Casimir von Nassau-Diez ），弗里斯兰、格罗宁根执政
- 1632-1640：亨德里克·卡西米尔一世  （Hendrik Casimir I），弗里斯兰、格罗宁根执政
- 1640-1654：威廉·腓特烈（Willem Frederik），弗里斯兰、格罗宁根执政，1654年成为拿骚-迪茨亲王

1654年，拿骚-迪茨升为侯国。

#### 拿骚-哈达玛尔伯爵（第二次分封，1606年-1650年）
- 1606-1650：约翰·路德维希（Johann Ludwig），1650年成为拿骚-哈达玛尔亲王

1650年拿骚-哈达玛尔升为侯国。

#### 奥兰治（-拿骚）亲王
- 勒内·沙龙（René of Chalon），1530–1544
- 威廉一世 (沉默者) （Willem de Zwijger），1544–1584
- 菲利普·威廉 （Philip William ），1584–1618
- 毛里茨（ Maurits van Oranje ），1618–1625
- 弗雷德里克·亨德里克 （Frederik Hendrik），1625–1647
- 威廉二世 （William II ），1647–1650
- 威廉三世 （Willem III）， 1650–1702

1702年奥兰治家族绝嗣，转由拿骚-迪茨继承。

### 拿骚-拜尔施泰因伯爵（第一次分封，1343年-1561年）
- 1343-1380：亨里克一世（Hendrik I von Nassau-Beilstein）
- 1380-1412：亨里克二世（Hendrik II）
- 1380-1418：莱恩哈德（Reinhard）

1412年分为拿骚-拜尔施泰因-蒙格尔斯基亨和拿骚-拜尔施泰因-利本晒德。
拿骚-拜尔施泰因-蒙格尔斯基亨伯爵
- 1412-1473：约翰一世（Johann I von Nassau-Beilstein-Mengerskirchen）

拿骚-拜尔施泰因-利本晒德伯爵
- 1412-1477：亨里克三世（Hendrik III von Nassau-Beilstein in Liebenscheid）

1477年，拿骚-拜尔施泰因-利本晒德绝嗣，两支重新合并。
- 1473-1499：亨利四世（Heinrich IV von Nassau-Beilstein ），约翰一世之子
- 1499-1513：约翰二世（Johann II）
- 1513-1561：约翰三世（Johann III），   无嗣

1561年拿骚-拜尔施泰因绝嗣，归于拿骚-迪伦堡。

### 拿骚-哈达玛尔伯爵（第一次分封，1303年-1396年）
- 1303-1334：埃米希一世（Emich I von Nassau-Hadamar）
- 1334-1365：约翰（Johann）
- 1334-1359：埃米希二世（Emich II）
- 1365-1369：亨利（Heinrich）
- 1365-1396：埃米希三世（Emich III）

1396年拿骚-哈达玛尔绝嗣，归于拿骚-迪伦堡。

### 拿骚-迪伦堡伯爵（第一次分封，1303年-1328年）
- 1303-1328：约翰（Johann von Nassau-Dillenburg）

1328年拿骚-迪伦堡绝嗣，归于拿骚-锡根。

### 拿骚-锡根亲王（公教支，1652年-1743年）
- 1652-1699：约翰·弗朗茨·德西德拉图斯  （Johann Franz Desideratus）
- 1699-1743：威廉·希亚京特（Wilhelm Hyazinth）

1743年，拿骚-锡根（公教支）绝嗣，归于拿骚-迪茨。

### 拿骚-锡根亲王（新教系，1652年-1734年）
- 1652-1679：约翰·莫里茨（Johann Moritz）
- 1664-1674：格奥尔格·弗里德里希·路德维希（Georg Friedrich Ludwig）
- 1664-1691：威廉·莫里茨（Wilhelm Moritz）
- 1691-1722：弗里德里希·威廉一世·阿道尔夫  （Friedrich Wilhelm I Adolf）
- 1722-1734：弗里德里希·威廉二世  （Friedrich Wilhelm II）

1734年拿骚-锡根（新教系）绝嗣，归于拿骚-迪茨。

### 拿骚-迪伦堡亲王（1652年-1739年）
- 1652-1662：路德维希·亨利（Ludwig Heinrich）
- 1662-1701：亨利（Heinrich），路德维希·亨利的长孙
- 1701-1724：威廉（Wilhelm）
- 1724-1739：克里斯蒂安（Christian）

1739年拿骚-迪伦堡绝嗣，归于拿骚-迪茨。

### 拿骚-迪茨亲王（1654年-1814年）
- 1654-1664：威廉·腓特烈 （Willem Frederik）
- 1664-1696：亨里克·卡西米尔二世 （Hendrik Casimir II）， 弗里斯兰、格罗宁根執政
- 1696-1711：约翰·威廉·弗里索（Johan Willem Friso ），弗里斯兰、格罗宁根執政，1702年继承荷兰執政奥兰治亲王威廉三世。
- 1711-1751：威廉四世（WILLEM IV Karel Hendrik Friso ），奥兰治亲王，1747年成为荷兰执政。
- 1751-1806：威廉五世（WILLEM V Batavus），奥兰治亲王、荷兰执政。
- 1806-1814：威廉·腓特烈 ，1815年成为荷兰国王兼卢森堡大公。

1814年，拿骚-奥托系的领地全部并入拿骚-魏尔堡。1890年，随着荷兰国王兼卢森堡大公威廉三世的去世，拿骚-奥托系绝嗣。

### 拿骚-哈达玛尔亲王（1650年-1711年）
- 1650-1653：约翰·路德维希（Johann Ludwig）
- 1653-1679：莫里茨·亨利（Moritz Heinrich）
- 1679-1711：弗朗茨·亚历山大（Franz Alexander）

1711年拿骚-哈达玛尔绝嗣，归于拿骚-迪伦堡。